# Atopie (Philosophie)
Die Atopie (griechisch ατοπία atopía „Ortlosigkeit“, „nicht zuzuordnen“, „von hoher Originalität“) bezeichnet die Unbeschreiblichkeit und Unverortbarkeit des selten zu Erlebenden, des Herausgehobenen, des Originals im besten Sinne. Atopie wird entweder verstanden als ein Ethos, eine – an sich oder anderen – beobachtbare (Erlebnis-)Qualität, oder als ein Ideal (etwa im Geniekult der Epoche der Romantik).

## Atopie als ethische Bestimmung bei Platon
Der ursprüngliche Gebrauch des Wortes findet sich in Platons Gastmahl, in dem er Sokrates als atopos bezeichnet. Sokrates ist zur Siegesfeier des Agathon eingeladen, versinkt aber vor Betreten des Hauses in Gedanken.
„Sokrates ist wieder zurückgegangen und steht in der Vordertüre eines Nachbarhauses und will trotz meiner Einladung nicht hereinkommen. (…) Denn das ist so eine Sitte, welche er an sich hat: zuweilen geht er abseits, wo es sich gerade trifft, und bleibt stehen.“
Atopos meint in diesem Zusammenhang, dass sich Sokrates unangemessen und für alle anderen in unerwarteter Weise verhält, d. h., dass er sich dem üblichen gesellschaftlichen Ethos entzieht („das ist so seine Sitte“). Der Atopos ist zwar Teil der Gesellschaft, fügt sich aber nicht 'hinein', d. h., er hat keine bestimmbare Position und benimmt sich in einer Weise, die man heute „unangepasst“ nennen würde.

## Atopie als Erlebnisqualität
Der liebende Mensch, gleichgültig worauf sich seine Verehrung und Entflammtheit richtet, sei es auf eine geliebte Person, einen mystisch verstandenen Gott oder ein Idol, zeigt sich, sofern es eben nicht nur „Schwärmerei“, sondern „Ergriffenheit“ ist, außerstande, den „Gegenstand“ seiner Liebe auf Eigenschaften festzulegen, erklärt das „obskure Objekt der Begierde“ für einzigartig und unvergleichlich.
Die Zuordnung von Eigenschaften (Attributierung) aus der banalen Alltagswelt erschien dem ernsthaft Liebenden als ein Verrat (Sakrileg) an der ureigenen Liebe selbst. Das hat niemand eindringlicher beschrieben und analysiert als Roland Barthes in seinem berühmten Essayband „Fragmente einer Sprache der Liebe“ aus dem Jahre 1977. Doch genau besehen ist es ein Alltagsphänomen aller „Normalsterblichen“, dass die Eltern die Beziehung zu ihren Kindern zwar beschreiben, schönreden oder verfluchen können, indes die Tiefe ihrer Gefühle zu den eigenen Sprösslingen als atopisch, also unbeschreiblich erkennen.
Die „Naturreligion“ spricht daher von „Tao“, dem „Ursprünglichen“ und „Ungeschiedenen“, ähnlich die Mystik, die ontologische Philosophie und Theologie spricht von „Seinsfülle“. Die eher sinnliche, weltzugewandte Dichtung nennt es „das Füllhorn“ oder prosaischer „die Inspiration“. Die psychologische Wissenschaft erforscht es unter dem Leitbegriff Kreativität oder spezieller als „das Fließen“ (Flow-Erlebnis).
Wo nun die Atopie beschreibbar ist, ist sie nicht verortbar. Hier geht es dann um eine Anarchie der Erlebnisformen, die Barthes konsequent in seinen Vorlesungen über das Neutrum (1979) zu einer generellen Paradigmenkritik ausweitet. Das Neutrum ist das diskursive Pendant der Liebe, denn auch es setzt die strukturalistische Dichotomie der Begriffe und dadurch ihre äußere Polemik außer Kraft. R. Koselleck schreibt in Bezug auf die Geschichtswissenschaften, dass Historiker atopoi sein müssen, wenn sie denn unvoreingenommen über Staatsgeschichte referierten. Es geht bei der Atopie also nicht nur um die (unmögliche) Zuweisung von Eigenschaften (z. B. bei Liebenden), sondern auch um die unmögliche Positionierung des Urteilenden, Schreibenden usw. Insofern sind Erlebnis- und Ethos-Aspekte der Atopie eng miteinander verwoben.

## Atopie als Erfahrungsraum
In der neueren Diskussion wird das Atopische auch als politisch-künstlerischer Erfahrungsraum thematisiert. Im Zentrum steht dabei der Versuch, die Möglichkeit nicht als abstraktes, kommendes Ereignis zu entwerfen. Vielmehr sollen potentielle Realisierungen von anderen Welten in gegenwärtigen materiellen Ordnungen, in öffentlichen Raum entdeckt werden. Damit sind mit Atopien nicht andere Räume gemeint, wie sie etwa Michel Foucault in seinen „Heterotopien“ aufsucht. Es geht um Räume, die in die öffentlichen Orte eingelassen sind, aber eben noch nicht aktualisiert sind. Hierzu arbeiten etwa die Künstler Iris Minich und Arvild J. Baud als Performerduo Jajaja, die sich als Atopisten beschreiben. In einem Atopischen Manifest hat Werner Friedrichs unter dem Pseudonym G. Maria Soltro versucht, das Atopische als Raum für die Bildung von Subjektivität zu erfassen.
Die bildungsphilosophische Diskussion um das Atopische ist von der sozialphilosophischen Strömung des Neuen Materialismus inspiriert und versteht sich auch als Kritik am klassischen Paradigma des erkenntnistheoretischen Repräsentationalismus.

## Vorkommen
Den meisten Erwachsenen ist Atopie vertraut als die rosarote Brille jener Phasen der Verliebtheit, Kunstfreunden als das Genie und das Auratische, Lesern als das „Du sollst dir kein Bildnis machen“ in Max Frischs „Stiller“, das auf das Gottesbild der „Zehn Gebote“ zurückverweist, oder Bert Brechts „Geschichten von Herrn Keuner“.
Atopie als Erlebnisqualität erfährt sich auch in Momenten der Fassungslosigkeit, z. B. bei Eklats und generell in Situationen, mit denen man zunächst nichts anzufangen weiß, die einen 'sprachlos' machen. Eine Situation ist atopisch, wenn man sie nicht zuordnen kann.

## Belege
1. ↑  Platon: Das Gastmahl bei Zeno.org.
2. ↑  About (Memento des Originals vom 9. Januar 2022 im Internet Archive)  Info: Der Archivlink wurde automatisch eingesetzt und noch nicht geprüft. Bitte prüfe Original- und Archivlink gemäß Anleitung und entferne dann diesen Hinweis., auf jajaja.in, abgerufen am 9. Januar 2022
3. ↑  G. Maria Soltro: Atopische politische Bildung*en | Wie wir Werden. Abgerufen am 18. Dezember 2021.
4. ↑  Fritz Reheis: Kommentar zu »Atopische politische Bildung«. In: Atopien im Politischen. transcript Verlag, 2021, ISBN 978-3-8394-5201-1, S. 243–246, doi:10.1515/9783839452011-017 (degruyter.com [abgerufen am 23. Februar 2022]).